# Archiv für Geschichte des Buchwesens
Das Archiv für Geschichte des Buchwesens (AGB) ist eine von der Historischen Kommission des Börsenvereins des Deutschen Buchhandels herausgegebene wissenschaftliche Zeitschrift. Sie wurde seit 1956 von der Buchhändler-Vereinigung verlegt. Ab dem Jahr 2002 erschien sie bei dem Marketing- und Verlagsservice des Buchhandels (MVB). Seit dem 58. Band erscheint die Zeitschrift im K. G. Saur Verlag, inzwischen beim Verlag de Gruyter.
In der Zeitschrift werden Beiträge zu historischen Themen aus allen Bereichen des Buchwesens publiziert. Vorläufer der heutigen Zeitschrift ist das von 1878 bis 1898 in Leipzig erschienene „Archiv für Geschichte des deutschen Buchhandels“.